# Tortura e abuso de prisioneiros em Abu Ghraib

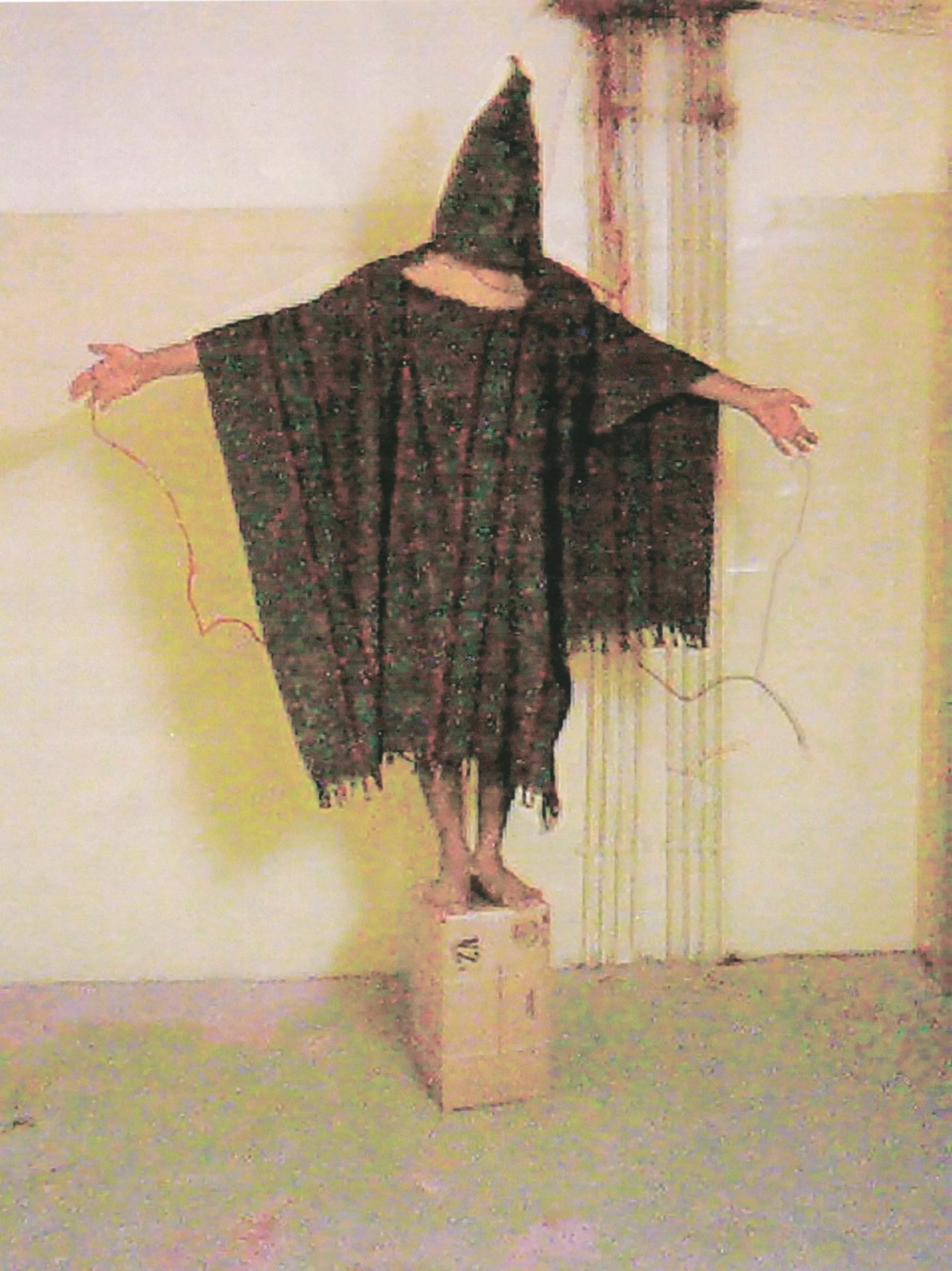
Conhecido como The Hooded Man (O Homem Encapuzado), trata-se do prisioneiro Abdou Hussain Saad Faleh sendo torturado. Esta fotografia tornou-se internacionalmente famosa, chegando a ser capa da revista The Economist (consulte “Cobertura da mídia” abaixo).

Durante os estágios iniciais da Guerra do Iraque, membros do Exército dos Estados Unidos e da Agência Central de Inteligência (CIA) cometeram uma série de violações dos direitos humanos e crimes de guerra contra os detentos na prisão de Abu Ghraib, no Iraque. Esses abusos incluíam abuso físico, humilhação sexual, tortura física e psicológica, estupro e o  assassinato de Manadel al-Jamadi, bem como a profanação de seu corpo. Os abusos foram trazidos à tona com a publicação de fotografias pela CBS News em abril de 2004, causando choque e indignação, além de receber ampla condenação tanto nos Estados Unidos quanto internacionalmente.
O governo de George W. Bush afirmou que os abusos em Abu Ghraib eram incidentes isolados e não refletiam a política dos Estados Unidos. Isso foi contestado por organizações humanitárias, como a Cruz Vermelha, a Anistia Internacional e a Human Rights Watch, que afirmaram que os abusos faziam parte de um padrão mais amplo de tortura e tratamento brutal em centros de detenção americanos no exterior, incluindo no Iraque, no Afeganistão e na Baía de Guantánamo (GTMO). Também houve 36 prisioneiros mortos em Abu Ghraib devido a ataques de morteiros insurgentes, o que gerou mais críticas devido à localização da instalação em uma zona de combate. O Comitê Internacional da Cruz Vermelha relatou que a maioria dos detentos em Abu Ghraib era de civis sem vínculos com grupos armados.
Documentos conhecidos como Memorandos de Tortura foram revelados alguns anos depois. Esses documentos, preparados nos meses que antecederam a invasão do Iraque em 2003 pelo Departamento de Justiça dos Estados Unidos, autorizavam certas “técnicas avançadas de interrogatório [en]” (geralmente consideradas como envolvidas em tortura) de detentos estrangeiros. Os memorandos também argumentavam que as leis humanitárias internacionais, como as Convenções de Genebra, não se aplicavam aos interrogadores americanos no exterior. Várias decisões posteriores da Suprema Corte dos EUA, incluindo Hamdan v. Rumsfeld (2006), anularam a política do governo Bush, determinando que as Convenções de Genebra se aplicam.
Em resposta aos eventos em Abu Ghraib, o Departamento de Defesa dos Estados Unidos afastou 17 soldados e oficiais de suas funções. Onze soldados foram acusados de abandono de dever, maus-tratos, agressão agravada e agressão. Entre maio de 2004 e abril de 2006, esses soldados foram levados à corte marcial, condenados, sentenciados à prisão militar e dispensados do serviço com desonra. Dois soldados, considerados responsáveis por muitos dos piores crimes na prisão, o especialista Charles Graner [en] e a soldado Lynndie England, foram submetidos a acusações mais graves e receberam sentenças mais severas. Graner foi condenado por agressão, agressão física, conspiração, maus-tratos a detentos, atos indecentes e abandono de dever; ele foi sentenciado a 10 anos de prisão, além da perda de posto, salário e benefícios. England foi condenada por conspiração, maus-tratos a detentos e atos indecentes, sendo sentenciada a três anos de prisão. O general de brigada Janis Karpinski [en], comandante de todas as instalações de detenção no Iraque, foi repreendida e rebaixada ao posto de coronel. Vários outros militares acusados de cometer ou autorizar as medidas, incluindo muitos de patente mais alta, não foram processados. Em 2004, o presidente George W. Bush e o secretário de Defesa, Donald Rumsfeld, pediram desculpas pelos abusos cometidos em Abu Ghraib.

## Contexto

### Guerra ao terror
A guerra ao terror, também conhecida como guerra global contra o terrorismo, é uma campanha militar internacional iniciada pelo governo dos Estados Unidos após os ataques de 11 de setembro. O presidente dos EUA, George W. Bush, usou pela primeira vez a expressão “guerra contra o terrorismo” em 16 de setembro de 2001, e, alguns dias depois, empregou a expressão “guerra contra o terror” em um discurso ao Congresso. Nesse discurso, Bush afirmou: “Nosso inimigo é uma rede radical de terroristas e todos os governos que os apoiam.”

### Guerra do Iraque
A Guerra do Iraque teve início em março de 2003 com a invasão do Iraque Baathista por uma força liderada pelos Estados Unidos. O governo Ba'athista, liderado por Saddam Hussein, foi derrubado em um mês. Esse conflito foi seguido por uma fase mais longa de combates, na qual uma insurgência surgiu para se opor tanto às forças de ocupação quanto ao governo iraquiano pós-invasão. Durante essa insurgência, os Estados Unidos atuaram como potência ocupante.

### Prisão de Abu Ghraib
A prisão de Abu Ghraib, localizada na cidade de Abu Ghraib, foi uma das mais notórias do Iraque durante o governo de Saddam Hussein. A prisão abrigava cerca de 50.000 homens e mulheres em condições precárias, e a tortura e execução eram práticas frequentes. Estava situada em uma área de aproximadamente 110 hectares (272 acres), a 32 quilômetros (20 milhas) a oeste de Bagdá. Após o colapso do governo de Saddam Hussein, a prisão foi saqueada, com itens removíveis sendo levados embora. Após a invasão, o exército dos Estados Unidos reformou a instalação e a transformou em uma prisão militar. Foi o maior de vários centros de detenção no Iraque usados pelas forças dos EUA. Em março de 2004, durante o período em que o exército dos EUA utilizava a prisão de Abu Ghraib como centro de detenção, ela abrigava aproximadamente 7.490 prisioneiros. No seu auge, o número de detentos chegou a cerca de 8.000.
Três categorias de prisioneiros eram mantidas em Abu Ghraib pelos militares dos EUA: "criminosos comuns", indivíduos suspeitos de serem líderes da insurgência e indivíduos suspeitos de cometer crimes contra as forças de ocupação lideradas pelos EUA. Embora a maioria dos prisioneiros vivesse em barracas no pátio, os abusos aconteciam nos blocos de celas 1a e 1b. A 800ª Brigada de Polícia Militar, de Uniondale, Nova Iorque, era responsável pela administração da prisão. A brigada era comandada pelo general de brigada Janis Karpinski, responsável por todas as prisões administradas pelos EUA no Iraque. Karpinski não tinha experiência anterior na gestão de prisões. Os indivíduos responsáveis pelos abusos na prisão eram membros da 372ª Companhia de Polícia Militar, que fazia parte do 320º Batalhão de Polícia Militar, supervisionado pelo quartel-general da Brigada de Karpinski.
O Relatório Fay [en] apontou que "questões relacionadas à contratação contribuíram para os problemas na prisão de Abu Ghraib". Mais da metade dos interrogadores que trabalhavam na prisão eram funcionários da CACI International [en], enquanto a Titan Corporation [en] fornecia pessoal de linguística. Em seu relatório, o general Fay observou que "a política geral de não contratar funções e serviços de inteligência foi projetada, em parte, para evitar muitos dos problemas que acabaram se desenvolvendo em Abu Ghraib."

## Primeiros relatos de abusos de direitos humanos

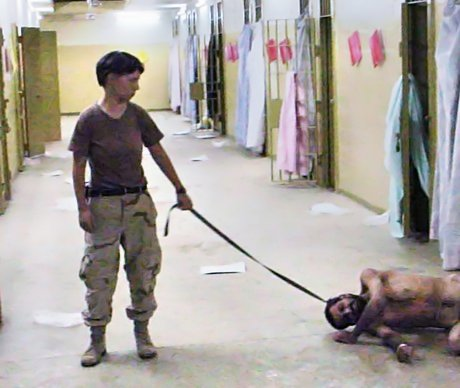
Lynndie England segurando uma coleira presa a um prisioneiro nu, conhecido pelos guardas como “Gus”.

Em junho de 2003, a Anistia Internacional publicou relatórios sobre abusos dos direitos humanos cometidos pelos militares dos EUA e seus parceiros de coalizão em centros de detenção e prisões no Iraque. Esses relatórios incluíam relatos de tratamento brutal na prisão de Abu Ghraib, que já havia sido utilizada pelo governo de Saddam Hussein e foi assumida pelos Estados Unidos após a invasão. Em 20 de junho de 2003, Abdel Salam Sidahmed, vice-diretor do Programa do Oriente Médio da AI, descreveu uma revolta dos prisioneiros contra as condições de sua detenção, afirmando: “A notória prisão de Abu Ghraib, centro de tortura e execuções em massa durante o governo de Saddam Hussein, é mais uma vez uma prisão isolada do mundo exterior. Em 13 de junho, houve um protesto nessa prisão contra a detenção indefinida sem julgamento. As tropas das forças de ocupação mataram uma pessoa e feriram sete."
Em 23 de julho de 2003, a Anistia Internacional emitiu um comunicado à imprensa condenando os abusos generalizados de direitos humanos cometidos pelas forças dos EUA e da coalizão. O comunicado afirmava que os prisioneiros eram expostos a calor extremo, não recebiam roupas adequadas e eram forçados a usar trincheiras abertas como banheiros. Além disso, eram torturados com métodos que incluíam a privação de sono por longos períodos, exposição a luzes brilhantes e música alta, além de serem mantidos em posições desconfortáveis.
Em 1º de novembro de 2003, a Associated Press apresentou uma reportagem especial sobre as graves violações dos direitos humanos em Abu Ghraib. O relatório começava com: “Nos campos de detenção americanos no Iraque, conversas proibidas podem render horas de prisão ao sol, e os detentos que desafiam as ordens regularmente se levantam contra seus carcereiros, de acordo com iraquianos recentemente libertados.” O relatório continuava descrevendo os abusos sofridos pelos prisioneiros nas mãos dos militares americanos: “‘Eles nos confinaram como ovelhas’, disse o recém-libertado Saad Naif, 38 anos, sobre os americanos. ‘Eles batiam nas pessoas. Eles humilhavam as pessoas.’” Em resposta, o general de brigada dos EUA Janis Karpinski [en], que supervisionava todas as instalações de detenção dos EUA no Iraque, alegou que os prisioneiros estavam sendo tratados de forma “humana e justa”. O relatório da AP também afirmou que, em 1º de novembro de 2003, havia dois casos legais pendentes contra militares dos EUA; um envolvendo o espancamento de um prisioneiro iraquiano, e o outro, a morte de um prisioneiro sob custódia.
Desde o início da invasão, o Comitê Internacional da Cruz Vermelha (CICV) teve permissão para supervisionar a prisão e apresentou relatórios sobre o tratamento dos prisioneiros. Em resposta a um relatório do CICV, Karpinski declarou que vários dos prisioneiros eram considerados ativos de inteligência e, portanto, não tinham direito à proteção completa de acordo com as Convenções de Genebra. Os relatórios do CICV levaram o Tenente-General Ricardo Sanchez [en], comandante da força-tarefa iraquiana, a nomear o Major-General Antonio Taguba [en] para investigar as alegações em 1º de janeiro de 2004. Taguba apresentou suas conclusões (o Relatório Taguba) em fevereiro de 2004, afirmando que “vários incidentes de abusos criminosos sádicos, flagrantes e arbitrários foram infligidos a vários detentos. Esse abuso sistêmico e ilegal de detentos foi intencionalmente perpetrado por vários membros da força de guarda da polícia militar.” O relatório declarou que havia evidências generalizadas desse abuso, incluindo provas fotográficas. O relatório não foi divulgado publicamente.
O escândalo chamou a atenção do público em abril de 2004, quando uma reportagem do 60 Minutes II [en] foi transmitida pela CBS News em 28 de abril, descrevendo os abusos, incluindo fotos que mostravam militares provocando prisioneiros nus. Um artigo de Seymour Hersh na revista The New Yorker, postado online em 30 de abril e publicado dias depois na edição de 10 de maio, também teve grande repercussão. As fotografias foram subsequentemente reproduzidas na imprensa mundial. Os detalhes do Relatório Taguba foram divulgados em maio de 2004. Pouco depois, o presidente dos EUA, George W. Bush, declarou que os responsáveis seriam “levados à justiça”, enquanto o secretário-geral das Nações Unidas, Kofi Annan, afirmou que o esforço para reconstruir o governo no Iraque havia sido gravemente prejudicado.

## Autorização de tortura

### Ordem executiva

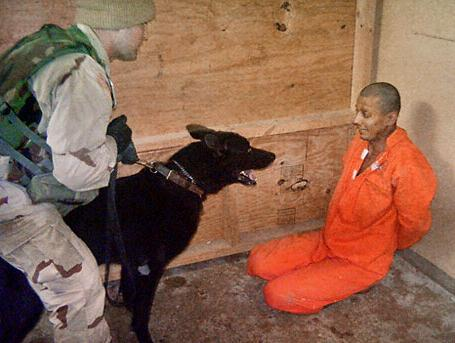
O Sargento Smith, um adestrador de cães, usa um cão para assustar um prisioneiro amarrado.

Em 21 de dezembro de 2004, a União Americana pelas Liberdades Civis divulgou cópias de memorandos internos do Federal Bureau of Investigation (FBI) obtidos por meio da Lei de Liberdade de Informação [en]. Esses memorandos discutiam a tortura e o abuso nas prisões dos campos de detenção na Baía de Guantánamo, no Afeganistão e no Iraque. Um memorando datado de 22 de maio de 2004 foi enviado por uma pessoa identificada como "On Scene Commander - Bagdá", mas cujo nome foi suprimido. Essa pessoa se referia explicitamente a uma ordem executiva que sancionava o uso de táticas extraordinárias de interrogatório por militares dos EUA. Os métodos de tortura sancionados incluíam privação de sono, encapuzamento de prisioneiros, música alta, remoção das roupas dos detidos, forçá-los a ficar nas chamadas "posições de estresse" e o uso de cães. O autor também afirmou que o Pentágono limitou o uso dessas técnicas, exigindo autorização específica da cadeia de comando. O autor identificou "espancamentos físicos, humilhação sexual ou toques" como sendo fora da Ordem Executiva. Esta foi a primeira evidência interna, desde que os abusos em Abu Ghraib foram tornados públicos em abril de 2004, de que formas de coerção de prisioneiros haviam sido autorizadas pelo presidente dos Estados Unidos.

### Autorização de Ricardo Sanchez

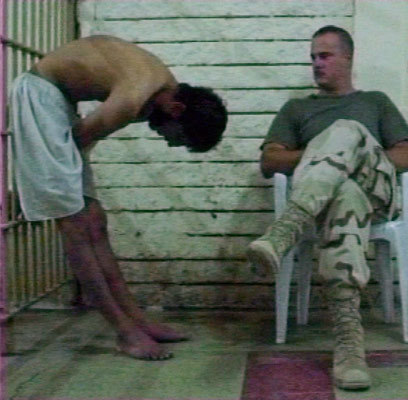
O sargento Frederick interroga um detento acorrentado à parede de sua cela em uma posição desconfortável.

Documentos obtidos pelo The Washington Post e pela ACLU mostraram que Ricardo Sanchez, então tenente-general e oficial sênior das Forças Armadas dos EUA no Iraque, autorizou o uso de cães militares, temperaturas extremas, padrões de sono invertidos e privação sensorial como métodos de interrogatório em Abu Ghraib. Um relatório de novembro de 2004 do general de brigada Richard Formica constatou que muitas tropas na prisão de Abu Ghraib estavam seguindo ordens baseadas em um memorando de Sanchez e que o abuso não havia sido realizado por elementos "criminosos" isolados. O advogado da ACLU, Amrit Singh, declarou que "o General Sanchez autorizou técnicas de interrogatório que estavam em clara violação das Convenções de Genebra e dos próprios padrões do exército." Em uma entrevista para o jornal de sua cidade natal, The Signal, Janis Karpinski afirmou que havia visto documentos não divulgados do Secretário de Defesa Donald Rumsfeld que autorizavam o uso dessas táticas em prisioneiros iraquianos.

### Autorização de Donald Rumsfeld
Uma reportagem de 2004 da New Yorker afirmou que o Secretário de Defesa Donald Rumsfeld havia autorizado as táticas de interrogatório usadas em Abu Ghraib e que essas táticas haviam sido usadas anteriormente pelos EUA no Afeganistão. Em novembro de 2006, Janis Karpinski, que havia sido encarregada da prisão de Abu Ghraib até o início de 2004, disse ao jornal espanhol El País que havia visto uma carta assinada por Rumsfeld, que permitia que empreiteiros civis usassem técnicas como a privação de sono durante o interrogatório. “Os métodos consistiam em fazer com que os prisioneiros ficassem de pé por longos períodos, privação de sono... tocando música no volume máximo, tendo que se sentar de forma desconfortável... Rumsfeld autorizou essas técnicas específicas", disse Karpinski. De acordo com ela, a assinatura manuscrita estava acima de seu nome impresso, e o comentário "Certifique-se de que isso seja realizado" estava na margem, com a mesma caligrafia. Nem o Pentágono nem os porta-vozes do Exército dos EUA no Iraque comentaram a acusação. Em 2006, uma queixa criminal foi apresentada em um tribunal alemão contra Donald Rumsfeld por oito ex-soldados e agentes de inteligência, incluindo Karpinski e o ex-agente especial de contrainteligência do exército David DeBatto. Entre outras alegações, a queixa afirmava que Rumsfeld conhecia e autorizava as chamadas “técnicas avançadas de interrogatório”, que ele sabia serem ilegais de acordo com o direito internacional.

## Abuso de prisioneiros

### Morte de Manadel al-Jamadi

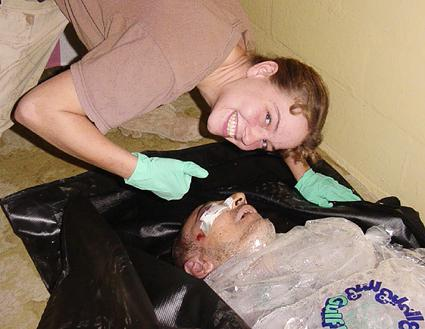
Sabrina Harman, posando sobre o corpo de Manadel al-Jamadi em novembro de 2003.

Manadel al-Jamadi, prisioneiro em Abu Ghraib, morreu após ser interrogado e torturado pelo oficial da CIA Mark Swanner e um empreiteiro particular (identificado nos documentos do tribunal militar apenas como “Clint C.”) em novembro de 2003. Após a morte de al-Jamadi, seu corpo foi embalado em gelo, e o cadáver se tornou o pano de fundo de fotografias amplamente divulgadas, nas quais os especialistas do Exército dos EUA Sabrina Harman e Charles Graner aparecem sorrindo, cada um fazendo um gesto de “polegar para cima”. Al-Jamadi era suspeito de ter participado de um ataque a bomba que matou 12 pessoas em uma instalação da Cruz Vermelha em Bagdá, embora não houvesse confirmação de seu envolvimento nesse ataque. Uma autópsia militar declarou a morte de al-Jamadi como homicídio. No entanto, ninguém foi acusado pela sua morte. Em 2011, o Procurador-Geral Eric Holder anunciou que havia aberto uma investigação criminal completa sobre a morte de al-Jamadi. Em agosto de 2012, Holder informou que nenhuma acusação criminal seria feita.

### Estupro de prisioneiros

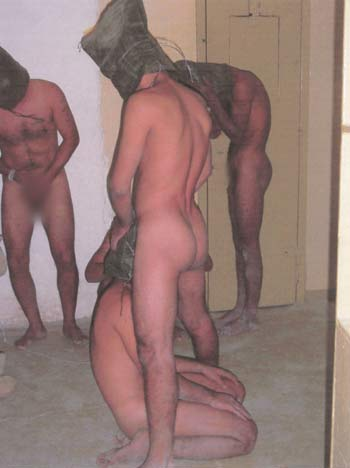
Prisioneiros encenados para dar a impressão de que estavam praticando atos sexuais.

Retirar as roupas dos prisioneiros era uma forma comum de humilhação e degradação sexual durante a tortura em Abu Ghraib. Em 2004, o general Antonio Taguba, do Exército dos EUA, escreveu no Relatório Taguba que um detento havia sido sodomizado com “uma lâmpada química e talvez um cabo de vassoura.” Em 2009, Taguba declarou que havia evidências fotográficas de soldados e tradutores americanos estuprando detentos em Abu Ghraib. Um detento de Abu Ghraib disse aos investigadores que ouviu um adolescente iraquiano gritando e viu um tradutor do Exército estuprando-o, enquanto uma soldado tirava fotos. Uma testemunha identificou o suposto estuprador como um egípcio-americano que trabalhava como tradutor. Em 2009, ele foi réu em um processo judicial civil nos Estados Unidos. Outra foto mostra um soldado americano aparentemente estuprando uma prisioneira.
Outras fotos mostram interrogadores agredindo sexualmente prisioneiros com objetos, como um cassetete, arame e um tubo fosforescente, além de uma prisioneira tendo suas roupas removidas à força para expor seus seios. Taguba apoiou a decisão do presidente dos EUA, Barack Obama, de não divulgar as fotos, afirmando: “Essas fotos mostram tortura, abuso, estupro e toda indecência.” Obama, que inicialmente havia concordado em divulgar as fotos, mudou de ideia após lobby de militares de alto escalão, alegando que a divulgação das fotos poderia colocar as tropas em perigo e “inflamar a opinião pública antiamericana.”

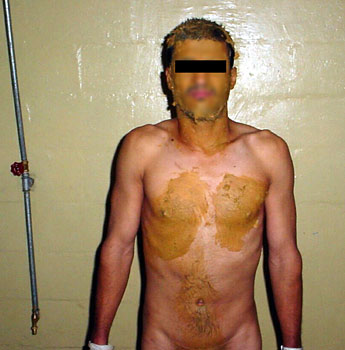
Um detento iraquiano com excrementos humanos espalhados em seu rosto e corpo.

Em outros casos de abuso sexual, descobriu-se que soldados estupraram mulheres presas. Altos funcionários norte-americanos admitiram que houve estupro em Abu Ghraib. Algumas das mulheres estupradas engravidaram e, em alguns casos, foram posteriormente mortas por seus familiares, o que foi considerado um crime de honra. Além disso, o jornalista Seymour Hersh alegou, em julho de 2004, que o Departamento de Defesa possuía vídeos mostrando crianças do sexo masculino sendo estupradas por funcionários de prisões iraquianas na frente de prisioneiras.

### Outros abusos

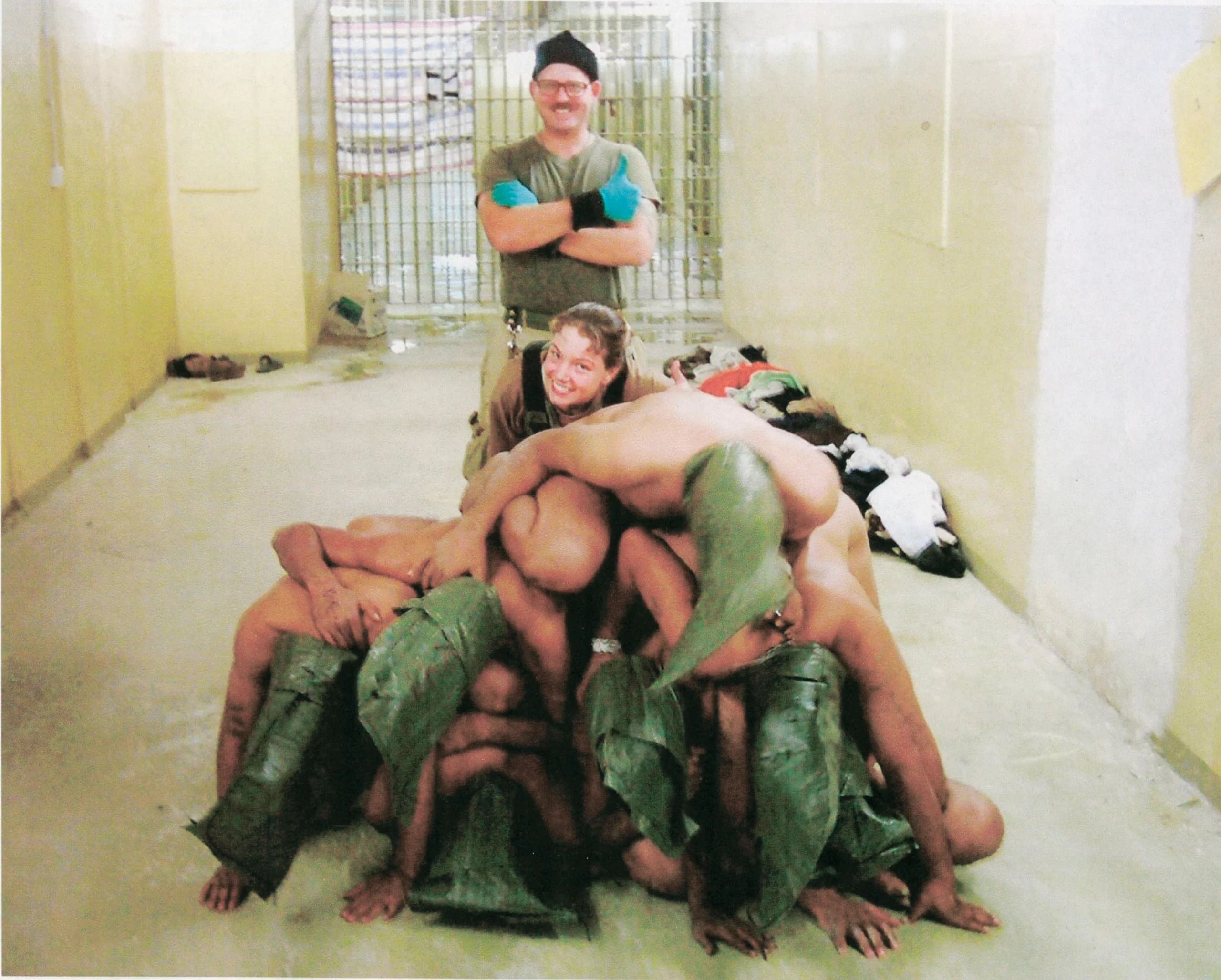
Sabrina Harman posa para uma foto atrás de detentos iraquianos nus forçados a formar uma pirâmide humana, enquanto Charles Graner observa.

Em maio de 2004, o jornal The Washington Post relatou o depoimento de Ameen Saeed Al-Sheikh, detento nº 151362. O jornal o citou dizendo: “Eles disseram que faríamos você desejar morrer e isso não aconteceria... Eles me despiram. Um deles me disse que iria me estuprar. Ele fez um desenho de uma mulher em minhas costas e me obrigou a ficar em uma posição vergonhosa, com as nádegas afastadas." ‘’Você reza para Alá? Eu disse que sim. Eles disseram: '[Expletivo] você. E [expletivo] ele.' Um deles disse: 'Você não vai sair daqui saudável, você vai sair daqui deficiente'. E ele me perguntou: 'Você é casado?' Eu disse: 'Sim'. Eles disseram: 'Se sua esposa o visse assim, ela ficaria desapontada'. Um deles disse: 'Mas se eu a visse agora, ela não ficaria desapontada, porque eu a estupraria'.” “Eles me mandaram agradecer a Jesus por eu estar vivo.” “Eu disse a ele: 'Eu acredito em Alá'. Então ele disse: 'Mas eu acredito na tortura e vou torturar você'."
Em 12 de janeiro de 2005, o The New York Times relatou outros depoimentos de detentos de Abu Ghraib. Os abusos relatados incluíam urinar nos detentos, bater nos membros feridos com bastões de metal, derramar ácido fosfórico nos detentos e amarrar cordas nas pernas ou pênis dos detentos e arrastá-los pelo chão.
Em seu diário em vídeo, uma agente penitenciária disse que os prisioneiros eram fuzilados por pequenos comportamentos inadequados e afirmou que cobras venenosas eram usadas para morder os prisioneiros, às vezes resultando em suas mortes. A guarda disse que estava “em apuros” por ter jogado pedras nos detentos. Hashem Muhsen, um dos prisioneiros nus na foto da pirâmide humana, disse posteriormente que os homens também eram forçados a rastejar nus pelo chão enquanto os soldados os montavam como burros.

### Tortura sistemática

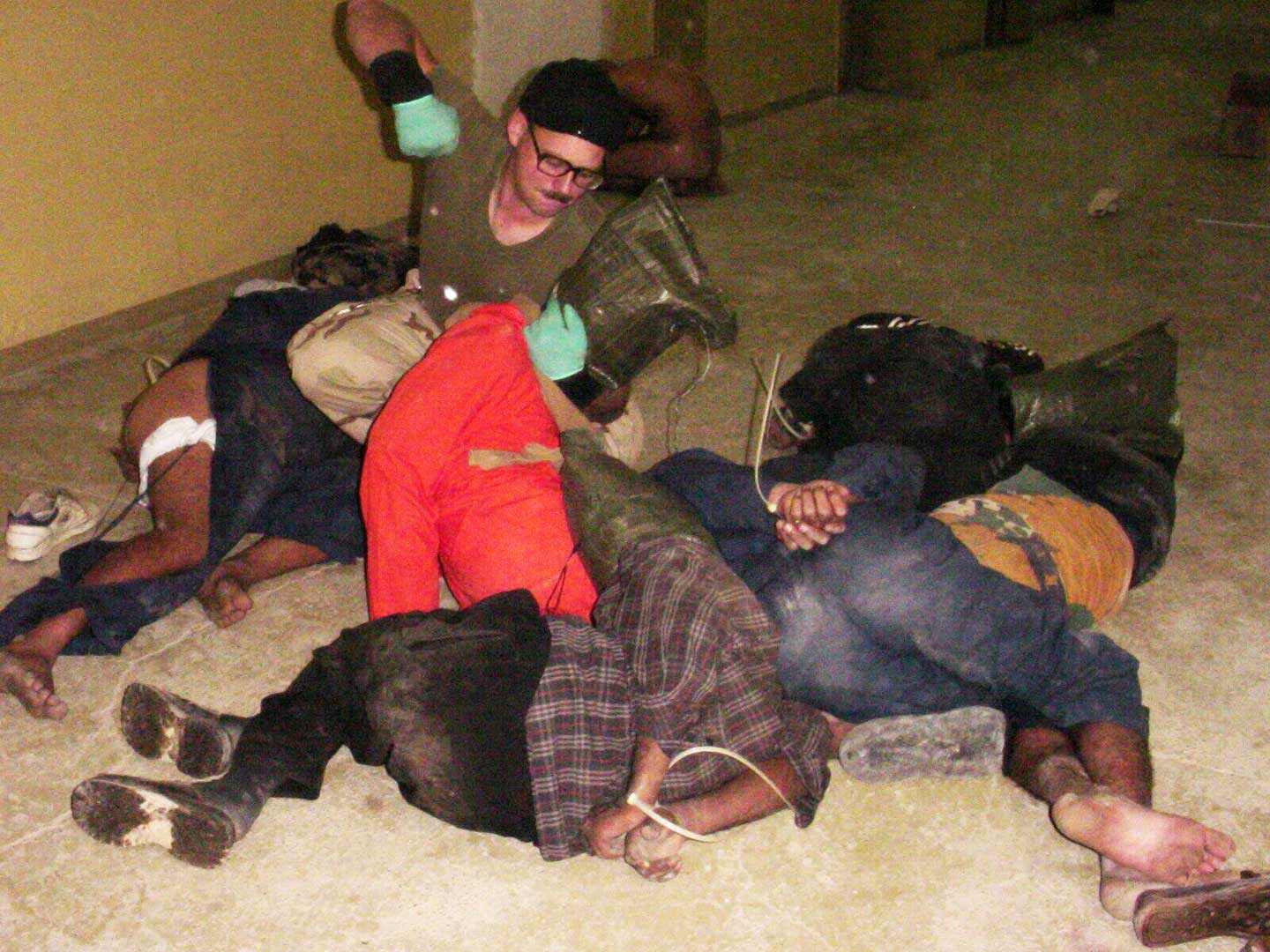
Especialista Charles A. Graner dando socos em prisioneiros iraquianos algemados.

Em 7 de maio de 2004, Pierre Krähenbühl, diretor de operações do Comitê Internacional da Cruz Vermelha (CICV), declarou que as visitas de inspeção feitas pelo CICV aos centros de detenção administrados pelos EUA e seus aliados mostraram que os abusos contra prisioneiros não eram atos isolados, mas faziam parte de um “padrão e de um sistema amplo”. Ele continuou afirmando que alguns dos incidentes observados eram “equivalentes à tortura”.
Muitas das técnicas de tortura utilizadas foram desenvolvidas no centro de detenção de Guantánamo, incluindo o isolamento prolongado; o programa de passageiro frequente [en], em que as pessoas eram transferidas de cela em cela a cada poucas horas para que não pudessem dormir por dias, semanas ou até meses; algemas curtas em posições dolorosas; nudez; uso extremo de calor e frio; uso de música alta e ruídos; e exploração de fobias.

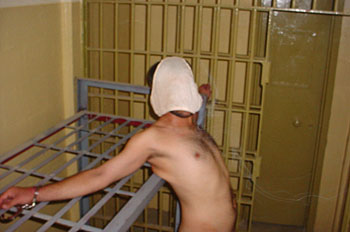
Um detento algemado nu em uma cama com roupas íntimas cobrindo o rosto.

As forças armadas dos EUA e do Reino Unido são treinadas conjuntamente em técnicas conhecidas como técnicas de resistência ao interrogatório (R2I). Essas técnicas R2I são ensinadas ostensivamente para ajudar os soldados a lidar com a tortura ou resistir a ela caso sejam capturados. Em 8 de maio de 2004, o The Guardian informou que, de acordo com um ex-oficial das forças especiais britânicas, os atos cometidos pelo pessoal militar da prisão de Abu Ghraib se assemelhavam às técnicas usadas no treinamento R2I. O mesmo relatório afirmou o seguinte:
O comandante dos EUA encarregado das prisões militares no Iraque, Major-General Geoffrey Miller, confirmou que uma bateria de cerca de 50 “técnicas coercitivas” especiais poderia ser utilizada contra detentos inimigos. O general, que anteriormente comandava o campo de prisioneiros na Baía de Guantánamo, afirmou que sua principal função era extrair o máximo possível de informações.

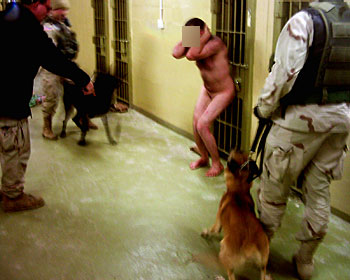
A vítima é intimidada ou ameaçada por pelo menos dois cães.

O historiador Alfred W. McCoy, autor de um livro sobre tortura nas forças armadas das Filipinas, observou semelhanças entre o tratamento abusivo dos prisioneiros em Abu Ghraib e as técnicas descritas no manual KUBARK Counterintelligence Interrogation, publicado pela Agência Central de Inteligência dos Estados Unidos em 1963. Ele afirma que o que ele denomina “métodos de tortura sem contato da CIA” têm sido usados de forma contínua pela CIA e pela inteligência militar dos EUA desde aquele período.

### Baixas
Um estudo realizado em 2006 tentou estimar o número de mortes analisando relatórios de domínio público, já que o governo dos EUA não havia fornecido números totais. O estudo contabilizou 63 mortes de detentos em Abu Ghraib por diversas causas. Desses óbitos, 36 ocorreram devido a ataques de morteiros insurgentes, enquanto outras foram atribuídas a causas naturais e homicídios.

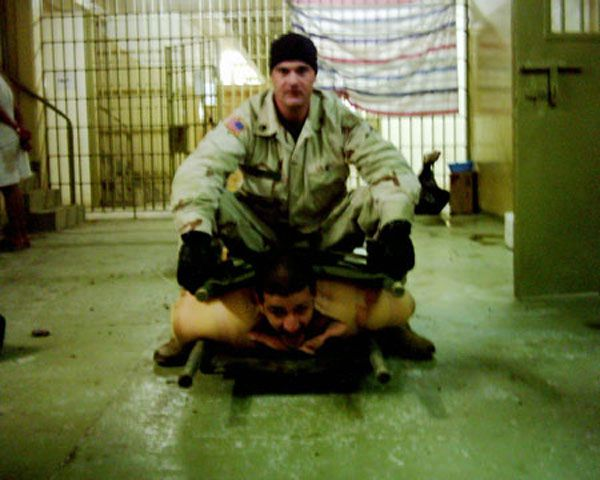
O sargento Ivan Frederick sentado em um detento iraquiano entre duas macas.

A questão das mortes causadas por ataques de morteiros foi alvo de críticas. A Convenção de Genebra exige que os prisioneiros não sejam mantidos em instalações vulneráveis a ataques de artilharia. Como Abu Ghraib estava localizado em uma zona de combate, sua vulnerabilidade a esse tipo de ataque foi levantada desde o início. Contudo, decidiu-se por manter os prisioneiros na instalação. Nenhuma outra instalação de detenção dos EUA no Iraque sofreu baixas devido a ataques de morteiros.

## Cobertura da mídia

### Relatório daAssociated Press(2003)
Em 1º de novembro de 2003, a Associated Press publicou uma reportagem detalhada sobre o tratamento desumano, espancamentos e mortes em Abu Ghraib e em outras prisões americanas no Iraque. A reportagem foi baseada em entrevistas com detentos libertados, que relataram ao jornalista Charles J. Hanley [en] que os prisioneiros haviam sido atacados por cães, obrigados a usar capuzes e humilhados de diversas maneiras. O artigo gerou pouca repercussão na mídia. Um detento libertado afirmou que gostaria que alguém publicasse fotos do que estava acontecendo.
Quando os militares dos EUA reconheceram o abuso pela primeira vez, no início de 2004, houve pouco interesse inicial por parte da mídia norte-americana. Em 16 de janeiro de 2004, o Comando Central dos Estados Unidos informou à mídia que uma investigação oficial havia sido iniciada sobre o abuso e a humilhação de detentos iraquianos por um grupo de soldados norte-americanos. Em 24 de fevereiro, foi reportado que 17 soldados haviam sido suspensos. Em 21 de março de 2004, os militares anunciaram que as primeiras acusações haviam sido feitas contra seis soldados.

### Transmissão do60 Minutes II(2004)
No final de abril de 2004, a revista americana de notícias 60 Minutes II, uma franquia da CBS, transmitiu uma reportagem sobre o abuso de prisioneiros. A história incluía fotografias que mostravam os abusos. O segmento foi adiado por duas semanas a pedido do Departamento de Defesa e de Richard Myers [en], general da Força Aérea e presidente do Estado-Maior Conjunto [en]. Após saber que a revista The New Yorker planejava publicar um artigo e fotografias sobre o assunto em sua próxima edição, a CBS prosseguiu com a transmissão da reportagem em 28 de abril. Na reportagem, Dan Rather entrevistou o então vice-diretor de operações da Coalizão no Iraque, general de brigada Mark Kimmitt [en], que afirmou:
A primeira coisa que eu diria é que também estamos chocados. Esses são nossos colegas soldados. Essas são as pessoas com quem trabalhamos todos os dias e que nos representam. Eles usam o mesmo uniforme que nós e decepcionam seus colegas soldados... Nossos soldados também podem ser feitos prisioneiros. E esperamos que nossos soldados sejam bem tratados pelo adversário, pelo inimigo. E se não pudermos nos apresentar como um exemplo de como tratar as pessoas com dignidade e respeito... Não podemos pedir que outras nações também façam isso com nossos soldados. ... Então, o que eu diria ao povo do Iraque? Isso está errado. Isso é repreensível. Mas isso não representa os 150.000 soldados que estão aqui... Eu diria a mesma coisa para o povo americano... Não julguem seu exército com base nas ações de alguns.
Kimmitt também reconheceu que sabia de outros casos de abuso durante a ocupação americana do Iraque. Bill Cowan, ex-tenente-coronel dos Fuzileiros Navais, também foi entrevistado e disse: "Fomos para o Iraque para impedir que coisas como essa acontecessem e, na verdade, elas estão acontecendo sob nossa tutela." Além disso, Rather entrevistou o sargento da reserva do Exército Ivan Frederick [en], que participou de alguns dos abusos. O trabalho civil de Frederick era como agente penitenciário em uma prisão da Virgínia. Ele afirmou: "Não tínhamos nenhum apoio, nenhum tipo de treinamento. E eu continuava pedindo à minha cadeia de comando certas coisas (...) como regras e regulamentos, e isso simplesmente não acontecia." O diário em vídeo de Frederick, enviado do Iraque para casa, forneceu algumas das imagens usadas na história. Nele, ele fez entradas detalhadas e datadas que relatavam o abuso de prisioneiros da CIA, mencionando os nomes deles: "No dia seguinte, os médicos chegaram e colocaram o corpo dele em uma maca, colocaram um falso [soro intravenoso] em seu braço e o levaram embora. Esse [prisioneiro da CIA] nunca foi processado e, portanto, nunca teve um número." Frederick também implicou o Corpo de Inteligência Militar (MI) [en], dizendo: "O MI esteve presente e testemunhou essa atividade. O MI nos incentivou e nos disse que o trabalho foi excelente [e] que agora estavam obtendo resultados e informações positivas."

### Artigo daThe New Yorker(2004)
Em 2004, Seymour M. Hersh escreveu um artigo na revista The New Yorker, detalhando os abusos em Abu Ghraib, com base em uma cópia do relatório Taguba. Sob a direção do editor David Remnick, a revista também publicou no seu site um relatório de Hersh, acompanhado de várias imagens de tortura feitas por guardas militares americanos. O artigo, intitulado "Torture at Abu Ghraib" (Tortura em Abu Ghraib), foi seguido nas duas semanas seguintes por dois outros artigos sobre o mesmo tema, intitulados "Chain of Command" (Cadeia de Comando) e "The Gray Zone" (A Zona Cinza), também escritos por Hersh.

### Cobertura Posterior (2006)
Em fevereiro de 2006, fotos e vídeos não divulgados anteriormente foram transmitidos pela SBS, uma rede de televisão australiana, em seu programa Dateline [en]. O governo Bush tentou impedir a divulgação das imagens nos Estados Unidos, alegando que sua publicação poderia causar antagonismo. As fotografias recém-divulgadas mostravam prisioneiros rastejando nus no chão, sendo forçados a realizar atos sexuais e cobertos de fezes. Algumas imagens também mostravam prisioneiros mortos pelos soldados, alguns com tiros na cabeça e outros com a garganta cortada. A BBC World News declarou que um dos prisioneiros, que supostamente era mentalmente instável, foi considerado pelos guardas da prisão como um "animal de estimação" para tortura. A ONU expressou a esperança de que as imagens fossem investigadas imediatamente, mas o Pentágono afirmou que as imagens "foram investigadas anteriormente como parte da investigação de Abu Ghraib."
Em 15 de março de 2006, a Salon publicou o que era então a documentação mais extensa sobre o abuso. Um relatório acessado pela Salon incluía o seguinte resumo do material: "Uma análise de todas as mídias de computador enviadas a este escritório revelou um total de 1.325 imagens de suspeita de abuso de detentos, 93 arquivos de vídeo de suspeita de abuso de detentos, 660 imagens de pornografia adulta, 546 imagens de detentos iraquianos mortos, 29 imagens de soldados em atos sexuais simulados, 20 imagens de um soldado com uma suástica desenhada entre os olhos, 37 imagens de cães de trabalho militares sendo usados em abuso de detentos e 125 imagens de atos questionáveis."

## Cobertura nas Artes

### Belas Artes
Em 2004, o Centro Internacional de Fotografia, em Nova Iorque, e o Museu Andy Warhol [en], em Pittsburgh, apresentaram a exposição fotográfica Inconvenient Evidence. O escândalo da tortura foi abordado de forma provocativa pelo pintor Fernando Botero, sendo discutido de maneira polêmica. O Museo di Roma em Trastevere exibiu cartões de Susan Crile na exposição Abu Ghraib. Abuse of Power (Abuso de Poder) em 2007. Daniel Heyman apresentou retratos de vítimas de Abu Ghraib na exposição I am Sorry It is Difficult to Start na Brown University, em Providence, em 2007. Na Bienal de Berlim de 2022 [en], um labirinto de horror, construído com fotos do artista francês Jean-Jacques Lebel, no Rieckhallen do Museu Hamburger Bahnhof, causou comoção e gerou uma carta de protesto de artistas.

### Filmes
- O longa-metragem turco Vale dos Lobos, dirigido por Serdar Akar [tr], retrata cenas de tortura em Abu Ghraib;[92]
- O documentário Procedimento Operacional Padrão [en], de Errol Morris, esclarece de maneira impressionante a história por trás das imagens, dando voz aos perpetradores;[93]
- Um documentário dirigido por Rory Kennedy, intitulado Fantasmas de Abu Ghraib [en], de 2007, dá voz às vítimas e aos perpetradores, fazendo uma comparação com o experimento de Milgram;[94]
- Fotos do escândalo são mostradas no filme Filhos da Esperança, de Alfonso Cuarón, de 2006;[95]
- O filme de guerra Boys of Abu Ghraib [en], de 2014, foi dirigido por Luke Moran [en];[96]
- No longa-metragem de 2021 O Contador de Cartas [en], do diretor Paul Schrader, o personagem principal William Tell, interpretado por Oscar Isaac, e o Major John Gordo, interpretado por Willem Dafoe, estiveram anteriormente envolvidos em torturas em Abu Ghraib.[97]

## Reações

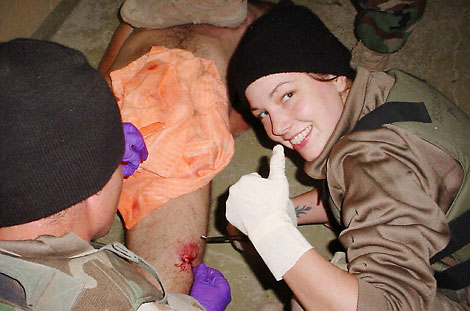
Sabrina Harman costurando um ferimento em um detento iraquiano amarrado.

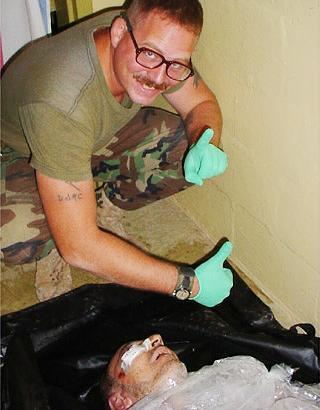
Charles Graner posa sobre o cadáver de Manadel al-Jamadi, depois que ele foi torturado até a morte pela equipe da CIA.

### Estados Unidos

#### Resposta do Governo
Inicialmente, o governo Bush não reconheceu prontamente os abusos em Abu Ghraib. Após a publicação das fotos e com a evidência se tornando incontestável, a reação inicial do governo caracterizou o escândalo como um incidente isolado, que não refletia as ações dos EUA no Iraque. Bush descreveu os abusos como ações de alguns indivíduos que desrespeitaram os valores dos EUA. Essa visão foi amplamente contestada, especialmente nos países árabes. Além disso, a Cruz Vermelha Internacional já havia feito denúncias sobre abusos contra prisioneiros mais de um ano antes de o escândalo surgir. O gabinete do vice-presidente Dick Cheney desempenhou um papel central na remoção dos limites à coerção sob custódia dos EUA, encomendando e defendendo pareceres jurídicos que o governo posteriormente retratou como iniciativas de funcionários de baixo escalão.
Em 7 de maio de 2004, o presidente Bush se desculpou publicamente pelo abuso de prisioneiros iraquianos em Abu Ghraib, declarando que "lamentava as humilhações sofridas pelos prisioneiros iraquianos e pelas suas famílias". Em uma aparição com o rei Abdullah II da Jordânia, Bush disse que havia dito ao rei que lamentava "igualmente que as pessoas que estavam vendo aquelas fotos não entendessem a verdadeira natureza e o coração dos Estados Unidos. E eu lhe assegurei que americanos como eu não gostaram do que viram e que isso nos deixou com nojo". Descrevendo o abuso como "abominável" e "uma mancha na honra e na reputação de nosso país", Bush acrescentou que "os responsáveis pelos maus-tratos serão levados à justiça" e que ele tomaria medidas para evitar a ocorrência de futuros abusos.

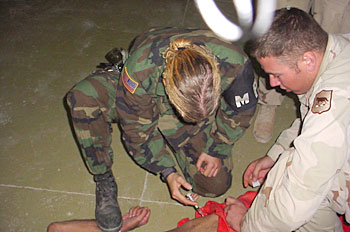
Megan Ambuhl força uma injeção em um detento amarrado.

No mesmo dia, o Secretário de Defesa dos Estados Unidos, Donald Rumsfeld, fez a seguinte declaração em uma audiência perante o Comitê de Serviços Armados do Senado [en]:
Esses eventos ocorreram sob minha supervisão. Como Secretário de Defesa, sou responsável por eles. Assumo total responsabilidade. É minha obrigação avaliar o que aconteceu, garantir que aqueles que cometeram irregularidades sejam levados à justiça e fazer as mudanças necessárias para que isso não aconteça novamente. Sinto-me muito mal com o que aconteceu com esses detentos iraquianos. Eles são seres humanos. Eles estavam sob custódia dos EUA. Nosso país tinha a obrigação de tratá-los bem. Não fizemos isso. Isso foi errado. Aos iraquianos que foram maltratados por membros das forças armadas dos EUA, apresento minhas mais sinceras desculpas. Foi um ato antiamericano e inconsistente com os valores de nossa nação.

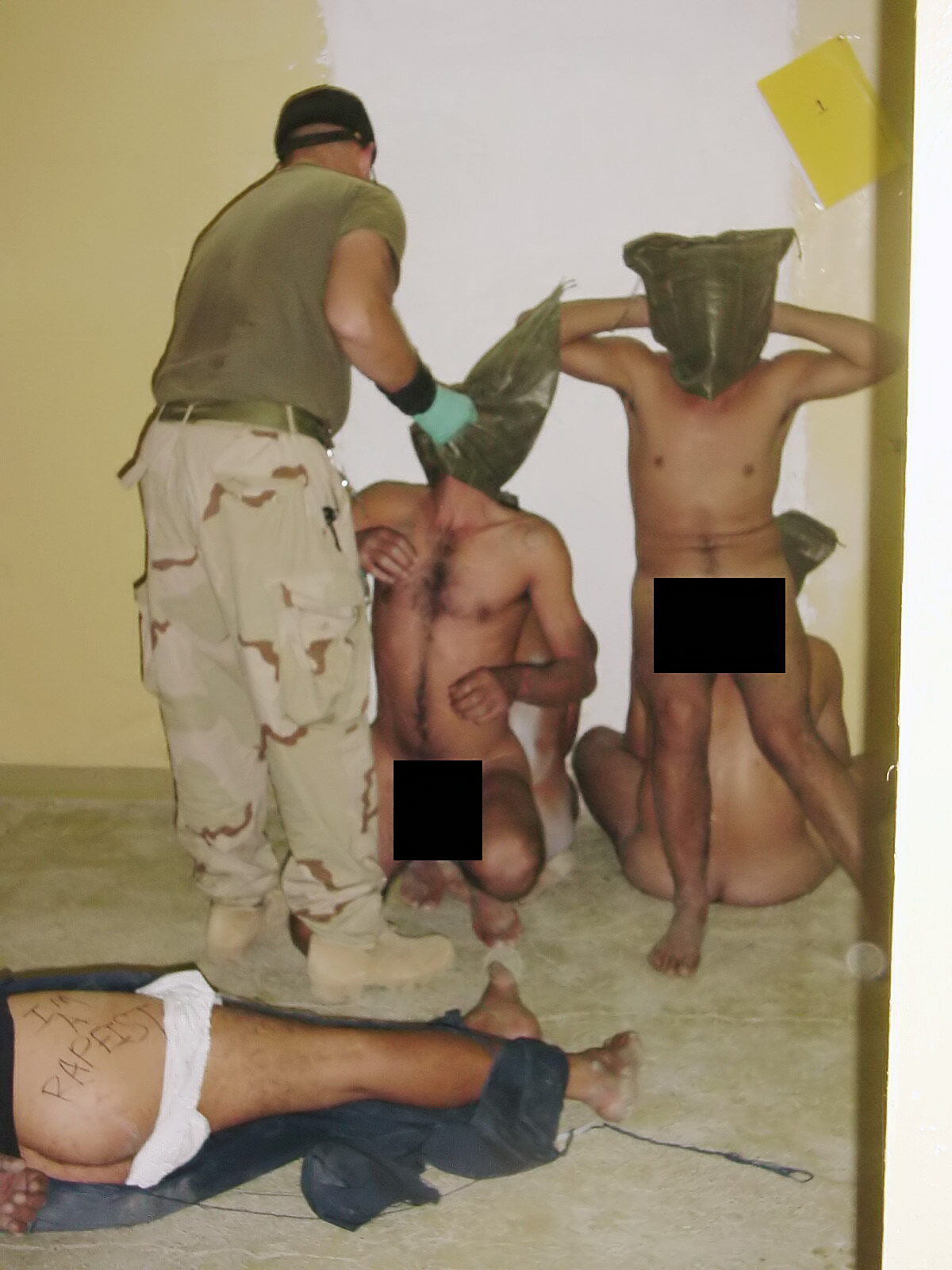
Uma foto, divulgada em 2006, mostra vários iraquianos nus e encapuzados, sendo que um deles tem as palavras “I'm a rapeist” [sic] escritas no quadril.

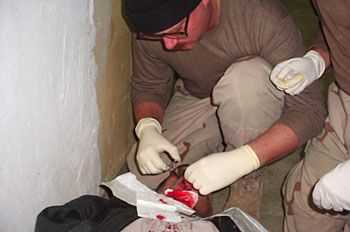
Charles A. Graner aplica suturas no queixo de um detento amarrado.

Ele também comentou sobre a própria existência das evidências de abuso:
Estamos trabalhando em uma situação – com restrições em tempos de paz, com exigências legais em uma situação de guerra, na era da informação, em que as pessoas andam por aí com câmeras digitais, tiram essas fotografias inacreditáveis e depois as repassam, contra a lei, para a mídia, para nossa surpresa, quando elas nem sequer haviam chegado ao Pentágono.
Rumsfeld teve o cuidado de fazer uma distinção entre abuso e tortura: "O que foi acusado até agora foi abuso, o que, tecnicamente, acredito ser diferente de tortura. Não vou falar sobre a palavra 'tortura'."
Vários senadores comentaram o depoimento de Rumsfeld. Lindsey Graham declarou que “o público americano precisa entender que estamos falando de estupro e assassinato.” Norm Coleman [en] disse que “foi muito repugnante, não é o que se espera dos americanos.” Ben Nighthorse Campbell [en] afirmou que “não sei como essas pessoas entraram em nosso exército.”

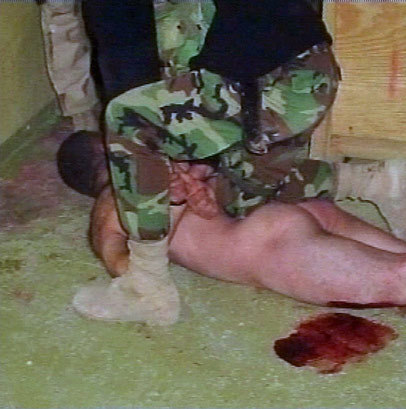
Detento após mordida de cachorro.

Jim Inhofe, membro republicano do Comitê de Serviços Armados do Senado dos Estados Unidos [en], declarou que os eventos estavam sendo exagerados: “Provavelmente não sou o único nesta mesa que está mais indignado com o ultraje do que com o tratamento... [Eles não estão lá por causa de infrações de trânsito. Esses prisioneiros são assassinos, terroristas, insurgentes. Muitos deles provavelmente têm sangue americano em suas mãos. E aqui estamos tão preocupados com o tratamento desses indivíduos].”
Outros senadores, como Ron Wyden, comentaram: “Eu esperava que essas imagens fossem muito duras para o estômago, e foi significativamente pior do que tudo o que eu havia previsto.”

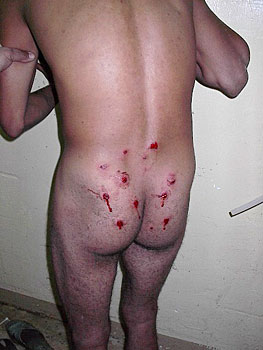
Um prisioneiro com ferimentos, possivelmente causados por munição não letal.

Em 26 de maio de 2004, Al Gore fez um discurso extremamente crítico sobre o escândalo e a Guerra do Iraque. Ele pediu a renúncia de Rumsfeld, da conselheira de segurança nacional Condoleezza Rice, do diretor da CIA George Tenet, do vice-secretário de defesa Paul Wolfowitz, do subsecretário de defesa para política Douglas Feith [en] e do subsecretário de defesa para inteligência Stephen Cambone [en], por incentivarem políticas que levaram ao abuso de prisioneiros iraquianos e alimentaram o ódio contra os americanos no exterior. Gore também chamou o plano de guerra do governo Bush para o Iraque de “incompetente” e descreveu Bush como o presidente mais desonesto desde Richard Nixon. Gore comentou: “No Iraque, o que aconteceu naquela prisão, agora está claro, não é o resultado de atos aleatórios de algumas maçãs podres. Foi a consequência natural da política do governo Bush. O abuso dos prisioneiros em Abu Ghraib decorreu diretamente do abuso da verdade que caracterizou a marcha do governo para a guerra e do abuso da confiança que o povo americano depositou no presidente Bush após o 11 de setembro.”
Após os protestos, o major-general Douglas Stone foi designado para supervisionar a reforma do sistema de detenção dos EUA no Iraque. As condições dos detentos teriam melhorado até o momento da retirada dos EUA.

#### Mídia
Vários periódicos, incluindo o The New York Times e o The Boston Globe, pediram a renúncia de Rumsfeld. O apresentador de rádio de direita Rush Limbaugh argumentou que os eventos estavam sendo exagerados, afirmando que: 
Isso não é diferente do que acontece na iniciação da Skull and Bones, e vamos arruinar a vida das pessoas por causa disso e vamos prejudicar nosso esforço militar, e depois vamos realmente criticá-los porque se divertiram. Sabe, essas pessoas estão sendo alvejadas todos os dias. Estou falando de pessoas que se divertem, essas pessoas, você já ouviu falar em liberação emocional? Você já ouviu falar da necessidade de desabafar?
O apresentador de talk show conservador afirmou: "Em vez de colocar joysticks, eu gostaria de ter visto dinamite em seus orifícios" e que "precisamos de mais táticas de humilhação, não menos". Ele se referiu várias vezes à prisão de Abu Ghraib como a prisão "Grab-an-Arab".

### Resposta iraquiana
O site de notícias AsiaNews citou Yahia Said, um acadêmico iraquiano da London School of Economics, que afirmou: “A recepção [das notícias sobre Abu Ghraib] foi surpreendentemente discreta no Iraque. Parte do motivo foi o fato de que rumores e histórias falsas, bem como histórias verdadeiras, sobre abuso, estupro em massa e tortura nas prisões e sob custódia da coalizão já circulam há muito tempo. Portanto, em comparação com o que as pessoas têm falado aqui, as imagens são relativamente brandas. Não há nada inesperado. Na verdade, o que a maioria das pessoas está perguntando é: por que elas apareceram agora? As pessoas no Iraque estão sempre suspeitando de algum esquema, alguma agenda para a divulgação das fotos neste momento específico."
O repórter da CNN, Ben Wedeman [en], relatou que a reação iraquiana ao pedido de desculpas de George W. Bush pelos abusos em Abu Ghraib foi "mista": “Algumas pessoas reagiram positivamente, dizendo que ele se manifestou, que está lidando de maneira franca e aberta com o problema e que os envolvidos no abuso serão punidos. Por outro lado, muitos outros disseram que isso simplesmente não é suficiente, e muitos notaram que não houve um pedido de desculpas franco do presidente por esse incidente. E, de fato, tenho comigo um jornal de Bagdá, chamado Dar-es-Salaam, do Partido Islâmico Iraquiano. Ele diz que um pedido de desculpas não é suficiente pela tortura de prisioneiros iraquianos."
O general Stanley McChrystal [en], que ocupou vários cargos de comando nas guerras do Iraque e do Afeganistão, afirmou que “em minha experiência, descobrimos que quase todo jihadista de primeira viagem alegou que Abu Ghraib o havia levado à ação.” Ele também disse que “maltratar os detentos nos desacreditaria. As fotos de Abu Ghraib representaram um revés para os esforços dos Estados Unidos no Iraque. Ao mesmo tempo em que minavam a confiança interna dos EUA na maneira como os Estados Unidos estavam operando e criavam ou reforçavam percepções negativas em todo o mundo sobre os valores americanos, elas alimentavam a violência.”

### Reação global
Arcebispo Giovanni Lajolo, ministro das Relações Exteriores da Santa Sé:
A tortura? Um golpe mais sério para os Estados Unidos do que os ataques de 11 de setembro de 2001. Exceto pelo fato de que o golpe não foi infligido por terroristas, mas por americanos contra eles mesmos.
A capa do periódico britânico The Economist, que havia apoiado o presidente Bush na eleição de 2000, trazia uma foto do abuso com os dizeres "Renuncie, Rumsfeld".
O jornal de língua inglesa do Bahrein, Daily Tribune, escreveu em 5 de maio de 2004 que "as imagens de sangue fervente farão com que mais pessoas dentro e fora do Iraque estejam determinadas a realizar ataques contra os americanos e britânicos". O jornal de língua árabe do Catar, Al-Watan, previu em 3 de maio de 2004 que, devido ao abuso, "os iraquianos agora se sentem muito irritados e isso causará vingança para restaurar a dignidade humilhada."
Em 10 de maio de 2004, pôsteres cobertos de suásticas com fotografias de abusos em Abu Ghraib foram anexados a vários túmulos no cemitério militar da Commonwealth na cidade de Gaza. Trinta e dois túmulos de soldados mortos na Primeira Guerra Mundial foram profanados ou destruídos. Em novembro de 2008, Tom Bingham [en], ex-Law Lord do Reino Unido, descrevendo o tratamento dos detentos iraquianos em Abu Ghraib, disse: "Particularmente perturbador para os defensores do estado de direito é a cínica falta de preocupação com a legalidade internacional entre algumas das principais autoridades do governo Bush."

### Análise acadêmica
O livro The Lucifer Effect (O Efeito Lúcifer), de Philip Zimbardo, publicado em 2007, menciona os abusos em Abu Ghraib para apoiar as conclusões de seu famoso experimento psicológico de 1971, o Stanford Prison Experiment.
Em 2008, os acadêmicos Alette Smeulers e Sander van Niekerk publicaram um artigo intitulado “Abu Ghraib and the War on Terror – A case against Donald Rumsfeld?” (Abu Ghraib e a Guerra ao Terror – um caso contra Donald Rumsfeld?). De acordo com os autores, os ataques de 11 de setembro geraram uma pressão pública para que o presidente dos EUA, George W. Bush, tomasse medidas para evitar novos ataques. Smeulers e van Niekerk argumentaram que, como os inimigos percebidos na Guerra contra o Terror eram considerados apátridas e as ameaças envolviam táticas extremas, como atentados suicidas, o governo Bush se viu sob pressão para agir de maneira decisiva. Além disso, essas circunstâncias criaram a percepção de que as táticas “legítimas” usadas durante a Guerra Fria não seriam eficazes.
O artigo destacou que o vice-presidente Dick Cheney afirmou que os Estados Unidos “[tinham] que trabalhar mais ou menos no lado negro” e que deveriam “usar qualquer meio à sua disposição”. Smeulers e van Niekerk concluíram que os abusos em Abu Ghraib constituíam crimes sancionados pelo Estado, uma opinião compartilhada pela acadêmica Michelle Brown.
Diversos estudiosos feministas também examinaram como as concepções de masculinidade e raça provavelmente influenciaram a violência perpetrada em Abu Ghraib. Laura Sjoberg [en], por exemplo, argumentou que a humilhação sexual dos detentos tinha como objetivo marcar “a vitória da masculinidade americana hegemônica sobre as masculinidades iraquianas subordinadas.” De maneira semelhante, o livro Terrorist Assemblages: Homonationalism in Queer Times (2007) analisa a resposta feminista, queer e do governo americano às fotografias de Abu Ghraib. A autora Jasbir Puar, ao se basear na teoria queer e na biopolítica, entre outras abordagens, cunhou o termo “homonacionalismo”, abreviação de “nacionalismo homonormativo”. Ela argumenta que as crenças dos soldados na supremacia cultural americana sobre os detentos muçulmanos “sexualmente reprimidos” e “homofóbicos” foram usadas para desumanizar as vítimas.

## Repercussões

### Condenações de soldados

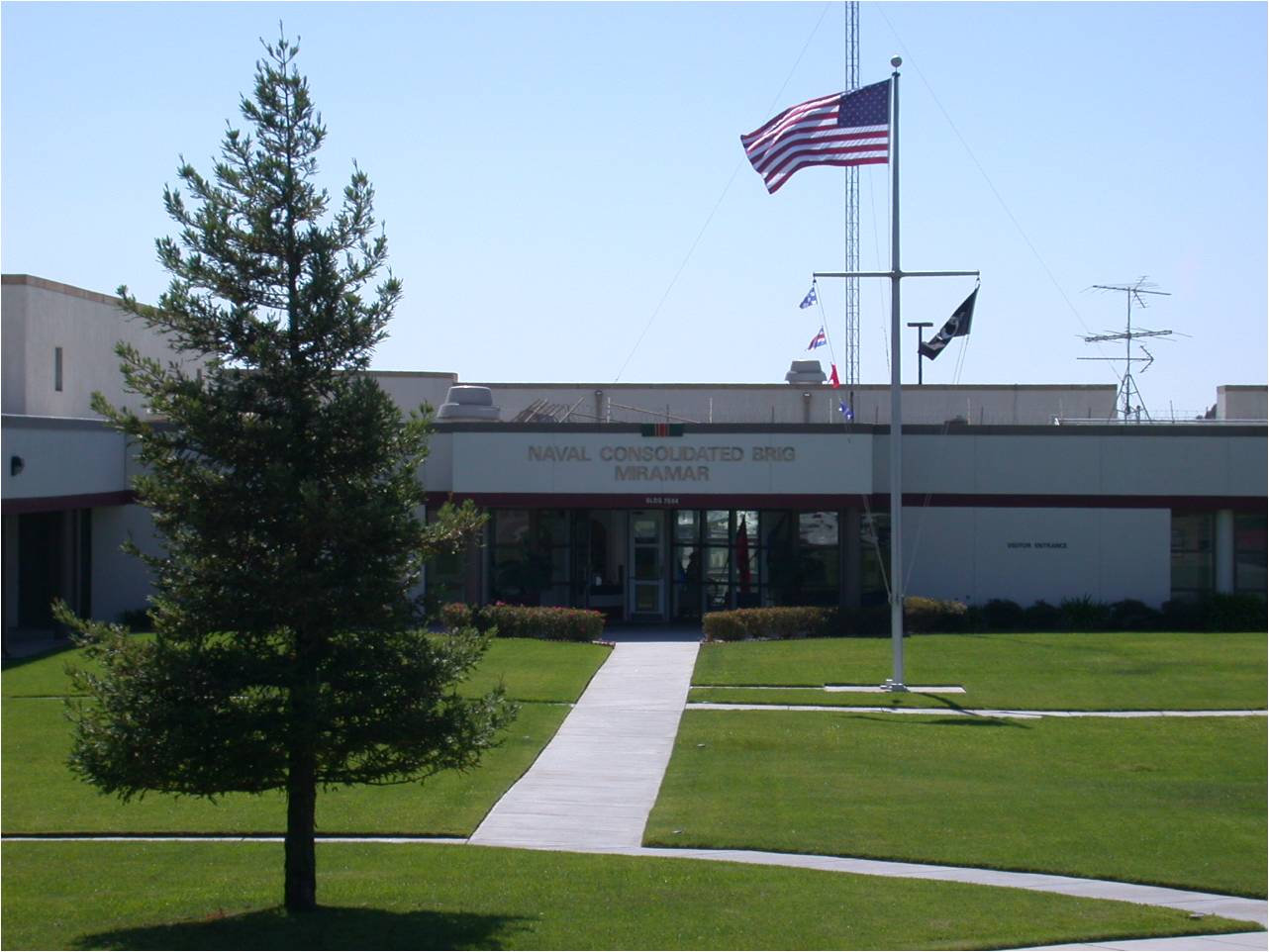
en, onde England e Harman cumpriram suas penas.

Doze soldados foram condenados por diversas acusações relacionadas aos incidentes, com todas as condenações incluindo a acusação de negligência do dever [en]. A maioria dos soldados recebeu sentenças menores. Três soldados foram inocentados das acusações ou não foram formalmente acusados. Nenhum dos envolvidos foi condenado pelos assassinatos dos detentos.
- O Coronel Thomas Pappas [en] foi destituído de seu comando em 13 de maio de 2005, após receber punição não judicial por dois casos de negligência do dever, incluindo permitir a presença de cães durante os interrogatórios. Ele foi multado em US$ 8.000, de acordo com as disposições do Artigo 15 do Código Uniforme de Justiça Militar (punição não judicial) e recebeu um General Officer Memorandum of Reprimand, o que efetivamente encerrou sua carreira militar. Pappas não enfrentou um processo criminal.[130]
- O Tenente-Coronel Steven L. Jordan [en], que foi o segundo oficial de maior patente a ser acusado de abuso em Abu Ghraib, foi acusado em 29 de abril de 2006.[131] Antes de seu julgamento, oito das doze acusações contra ele foram rejeitadas, incluindo duas das mais graves, depois que o major-general George Fay [en]admitiu não ter lido os direitos de Jordan antes de entrevistá-lo. Em 28 de agosto de 2007, Jordan foi absolvido de todas as acusações de maus-tratos a prisioneiros e recebeu uma reprimenda por desobedecer a uma ordem de não discutir uma investigação de 2004 sobre as alegações.[132]
- O especialista Charles Graner foi considerado culpado em 14 de janeiro de 2005 por conspiração para maltratar detentos, por não proteger os prisioneiros de abuso, crueldade e maus-tratos, além de acusações de agressão, indecência, adultério e obstrução da justiça. Em 15 de janeiro de 2005, ele foi condenado a 10 anos de prisão, uma dispensa desonrosa e redução de patente para soldado raso.[12][133] Graner obteve liberdade condicional da prisão militar americana de Fort Leavenworth em 6 de agosto de 2011, após cumprir seis anos e meio de pena.[134]
- O Segundo-Sargento Ivan Frederick se declarou culpado, em 20 de outubro de 2004, de conspiração, abandono do dever, maus-tratos a detentos, agressão e ato indecente, em troca da retirada de outras acusações. Seus abusos incluíram forçar três prisioneiros a se masturbarem e desferir um soco tão forte no peito de um detento que este precisou ser reanimado. Frederick foi condenado a oito anos de prisão, perda de pagamento, dispensa desonrosa e redução de patente para soldado raso.[135][136][137][138] Ele obteve liberdade condicional em outubro de 2007, após cumprir três anos de prisão.[139]
- O Sargento Javal Davis se declarou culpado, em 4 de fevereiro de 2005, de negligência no cumprimento do dever, falsas declarações oficiais e agressão. Ele foi condenado a seis meses de prisão, redução de patente para soldado raso e dispensa por má conduta. Davis admitiu ter pisado nas mãos e nos pés de um grupo de detentos algemados e ter caído com todo o seu peso sobre eles.[140]
- O especialista Jeremy Sivits [en] foi condenado, em 19 de maio de 2004, por uma corte marcial especial, à pena máxima de um ano de prisão, além de uma dispensa por má conduta e redução de patente para soldado raso, após sua confissão de culpa.[141] Sivits faleceu de COVID-19 em 2022.[142]
- O especialista Armin Cruz foi condenado, em 11 de setembro de 2004, a oito meses de confinamento, redução da patente para soldado raso e dispensa por má conduta, em troca de seu testemunho contra outros soldados.[143]
- A especialista Sabrina Harman foi condenada, em 17 de maio de 2005, a seis meses de prisão e dispensa por má conduta, após ser condenada em seis das sete acusações. Anteriormente, ela havia sido condenada a uma pena máxima de cinco anos.[144] Harman cumpriu sua pena na Brigada Naval Consolidada, em Miramar.[145]
- A especialista Megan Ambuhl [en] foi condenada, em 30 de outubro de 2004, por abandono do dever. Ela foi dispensada com desonra, teve sua patente reduzida para soldado raso e foi condenada a perder meio mês de salário.[146]
- A soldado de primeira classe Lynndie England foi condenada, em 26 de setembro de 2005, por uma acusação de conspiração, quatro acusações de maus-tratos a detentos e uma acusação de cometer ato indecente. Ela foi absolvida em uma segunda acusação de conspiração. England foi condenada a três anos de confinamento, perda de todos os pagamentos e subsídios, redução a soldado (E-1) e recebeu uma dispensa desonrosa.[137] Ela cumpriu sua sentença na Brigada Naval Consolidada, Miramar, e foi liberada em liberdade condicional em 1º de março de 2007, após cumprir um ano e cinco meses de pena.[147]
- O sargento Santos Cardona foi condenado por abandono do dever e agressão agravada, o equivalente a um crime no sistema judiciário civil dos EUA. Cardona foi condenado a 90 dias de trabalhos forçados, que cumpriu em Fort Bragg, Carolina do Norte.[148] Ele também foi multado e rebaixado, sendo impedido de se alistar novamente devido à sua condenação. No entanto, em 29 de setembro de 2007, Cardona deixou o Exército com uma dispensa honrosa.[149] Em 2009, ele foi morto em combate enquanto trabalhava como empreiteiro do governo no Afeganistão.[149]

- O especialista Roman Krol se declarou culpado, em 1º de fevereiro de 2005, de conspiração e maus-tratos a detentos em Abu Ghraib. Ele foi condenado a dez meses de confinamento, redução de patente para soldado e dispensa por má conduta.[150]
- O especialista Israel Rivera, que estava presente durante o abuso em 25 de outubro, foi investigado, mas nunca foi formalmente acusado e, posteriormente, testemunhou contra outros soldados.[151][143]
- O sargento Michael Smith foi considerado culpado, em 21 de março de 2006, de duas acusações de maus-tratos a prisioneiros, uma acusação de agressão simples, uma acusação de conspiração para maus-tratos, uma acusação de negligência do dever e uma acusação final de ato indecente. Smith foi condenado a 179 dias de prisão, multa de US$ 2.250, rebaixamento para soldado raso e dispensa por má conduta.[152]

### Pessoal Sênior
- A general de brigada Janis Karpinski, que era a comandante da prisão, foi rebaixada a coronel em 5 de maio de 2005. Em uma entrevista à BBC, Karpinski afirmou que estava sendo transformada em bode expiatório e que o principal comandante dos EUA no Iraque, General Ricardo Sanchez, deveria ser questionado sobre o que sabia a respeito dos abusos.[153] Karpinski relatou a um repórter em 2014 que, na época, o pessoal da inteligência militar a havia informado que 75% dos detentos eram inocentes dos crimes dos quais haviam sido acusados, sendo detidos simplesmente por estarem no lugar errado na hora errada. Mais tarde, ela ficou sabendo que esse número estava mais próximo de 90%.[154]
- Donald Rumsfeld declarou em fevereiro de 2005 que, como resultado do escândalo de Abu Ghraib, ele se ofereceu duas vezes para renunciar ao cargo de Secretário de Defesa, mas o presidente dos EUA, George W. Bush, recusou ambas as ofertas.[155]
- Jay Bybee, autor do memorando do Departamento de Justiça que define a tortura como atividade que produz dor equivalente à dor sentida durante a morte e falência de órgãos,[156] foi nomeado pelo Presidente Bush para o Tribunal de Apelações do Nono Circuito, onde começou a trabalhar em 2003.[157]
- Michael Chertoff, que, como chefe da divisão criminal do Departamento de Justiça, aconselhou a CIA sobre os limites externos da legalidade em sessões de interrogatório coercitivo, foi escolhido pelo Presidente Bush para preencher a vaga no gabinete do Secretário de Segurança Interna criada pela saída de Tom Ridge.[158][159]
- O supervisor operacional imediato de Karpinski e vice de Sanchez, Major General Walter Wojdakowski, foi inocentado de todas as acusações e, posteriormente, foi nomeado Chefe da Escola de Infantaria do Exército dos EUA em Fort Benning.[160]
- A chefe de Pappas, Barbara Fast [en], foi posteriormente nomeada Chefe do Centro de Inteligência do Exército dos EUA em Fort Huachuca.[161]

O Relatório Final do Painel Independente para Revisão das Operações de Detenção do Departamento de Defesa isentou especificamente a liderança militar e política dos EUA de culpa: “O Painel não encontrou evidências de que organizações acima da 800ª Brigada MP ou da 205ª Brigada MI estivessem diretamente envolvidas nos incidentes em Abu Ghraib.”

## Questões legais

### Direito Internacional
Como grande parte dos abusos ocorreu enquanto o Iraque estava ocupado pelos Estados Unidos sob a Autoridade Provisória da Coalizão (CPA), o Artigo Comum Dois das Convenções de Genebra (que rege as regras aplicáveis a conflitos armados internacionais) se aplicava à situação. O Artigo Comum Dois estabelece:
"Além das disposições que devem ser implementadas em tempo de paz, a presente Convenção se aplicará a todos os casos de guerra declarada ou de qualquer outro conflito armado que possa surgir entre duas ou mais das Altas Partes Contratantes, mesmo que o estado de guerra não seja reconhecido por uma delas." A Convenção também se aplicará a todos os casos de ocupação parcial ou total do território de uma Alta Parte Contratante, mesmo que a referida ocupação não encontre resistência armada.
Os Estados Unidos ratificaram a Convenção IV de Haia de 1907 - Leis e Costumes de Guerra em Terra e a Terceira e a Quarta Convenções de Genebra, assim como a Convenção das Nações Unidas contra a Tortura. O governo Bush assumiu a posição de que: “Tanto os Estados Unidos quanto o Iraque são partes das Convenções de Genebra. Os Estados Unidos reconhecem que esses tratados são obrigatórios na guerra para a 'libertação do Iraque'." A Convenção contra a Tortura define a tortura nos seguintes termos (Artigo 1):
Para os fins da presente Convenção, o termo “tortura” significa qualquer ato pelo qual sejam infligidas, de forma intencional, dores ou sofrimentos agudos, físicos ou mentais, a uma pessoa, com o objetivo de obter dela ou de uma terceira pessoa informações ou confissões, puni-la por um ato que ela ou uma terceira pessoa tenha cometido ou seja suspeita de ter cometido, intimidar ou coagir essa pessoa ou uma terceira pessoa, ou por qualquer motivo baseado em discriminação de qualquer tipo. Esse ato deve ser realizado por, ou por instigação de, ou com o consentimento ou aquiescência de um funcionário público ou outra pessoa agindo em uma capacidade oficial. Não se inclui a dor ou sofrimento decorrentes apenas de sanções legais, nem os que sejam inerentes ou incidentais a essas sanções.
De acordo com a Human Rights Watch:
Os detidos da Al-Qaeda provavelmente não receberiam o status de prisioneiro de guerra (POW), mas as Convenções ainda oferecem proteções explícitas a todas as pessoas detidas em um conflito armado internacional, mesmo que não tenham direito ao status de POW. Essas proteções incluem o direito de não ser submetido a interrogatório coercitivo, de receber um julgamento justo se for acusado de um delito criminal e, no caso de civis detidos, de poder apelar periodicamente da justificativa de segurança para continuar detido.
O Comitê Internacional da Cruz Vermelha (CICV) concluiu, em seu relatório confidencial de fevereiro de 2004 para as Forças de Coalizão (FC), que havia documentado “graves violações” do direito internacional em relação aos prisioneiros mantidos no Iraque. O CICV acrescentou que seu relatório “estabelece que as pessoas privadas de liberdade enfrentam o risco de serem submetidas a um processo de coerção física e psicológica, em alguns casos equivalente à tortura, nos estágios iniciais do processo de internação.” Houve várias violações significativas descritas no relatório do CICV. Essas violações incluíram brutalidade contra pessoas protegidas durante a captura e custódia inicial, às vezes resultando em morte ou ferimentos graves; falta de notificação da prisão de pessoas privadas de liberdade às suas famílias, o que causava angústia tanto para as pessoas privadas de liberdade quanto para suas famílias; coerção física ou psicológica durante o interrogatório para obtenção de informações; confinamento solitário prolongado em celas sem luz natural; e uso excessivo e desproporcional da força contra pessoas privadas de liberdade, resultando em morte ou ferimentos durante o período de internação.

### Resolução 1546 das Nações Unidas
Em dezembro de 2005, John Pace, chefe de direitos humanos da Missão de Assistência das Nações Unidas no Iraque (UNAMI), criticou a prática dos militares dos EUA de manter prisioneiros iraquianos em instalações iraquianas, como Abu Ghraib. Pace afirmou que essa prática não era exigida pela Resolução 1546 da ONU, com base na qual o governo dos EUA reivindicou um mandato legal que permitiria sua ocupação contínua do Iraque. Pace disse: “Todos, exceto os detidos pelo Ministério da Justiça, estão, tecnicamente falando, detidos contra a lei, porque o Ministério da Justiça é a única autoridade que possui poderes legais para deter e manter qualquer pessoa na prisão. Essencialmente, nenhuma dessas pessoas tem qualquer recurso real de proteção e, portanto, falamos (...) de um colapso total na proteção do indivíduo neste país.”

### Memorandos sobre tortura
Alberto Gonzales [en] e outros advogados seniores do governo argumentaram que os detentos do campo de detenção da Baía de Guantánamo e de outras prisões semelhantes deveriam ser considerados “combatentes ilegais” e, por isso, não estariam protegidos pelas Convenções de Genebra. Esses pareceres foram emitidos em vários memorandos, hoje conhecidos como “Memorandos sobre Tortura”, em agosto de 2002, pelo Office of Legal Counsel (OLC) do Departamento de Justiça dos Estados Unidos. Eles foram escritos por John Yoo [en], procurador-geral assistente adjunto do OLC, e dois dos três memorandos foram assinados por seu chefe,Jay Bybee [en] (que foi nomeado juiz federal em 21 de março de 2003). Um memorando adicional foi emitido em 14 de março de 2003, após a renúncia de Bybee e pouco antes da invasão americana do Iraque. Nele, Yoo concluiu que as leis federais que proíbem o uso da tortura não se aplicavam às práticas dos EUA no exterior. Gonzales observou que negar a cobertura das Convenções de Genebra “reduz substancialmente a ameaça de processos criminais domésticos nos termos da Lei de Crimes de Guerra.” A congressista Elizabeth Holtzman [en] escreveu que a declaração de Gonzales sugeria que a política foi elaborada para garantir que as ações dos funcionários dos EUA não pudessem ser consideradas crimes de guerra.

### Outros Procedimentos Legais
Em Hamdan contra Rumsfeld [en] (2006), a Suprema Corte dos EUA decidiu que o Artigo Comum Três das Convenções de Genebra se aplicava a todos os detidos na Guerra ao Terror. A Corte afirmou que os tribunais militares utilizados para julgar esses suspeitos violavam as leis nacionais e internacionais. Determinou que o presidente não poderia estabelecer unilateralmente tais tribunais e que o Congresso deveria autorizar um meio pelo qual os detentos pudessem confrontar seus acusadores e contestar sua detenção.
Em 27 de junho de 2011, a Suprema Corte dos EUA se recusou a ouvir os recursos de ações judiciais de um grupo de 250 iraquianos que queriam processar a CACI International Inc. e a Titan Corp. (atualmente uma subsidiária da L-3 Communications), as duas empresas privadas contratadas em Abu Ghraib, por alegações de abuso por parte de interrogadores e tradutores na prisão. As ações foram rejeitadas pelos tribunais inferiores com base no argumento de que as empresas detinham imunidade soberana derivada de sua condição de contratadas pelo governo, conforme a doutrina de preempção de campo de batalha.
Em 14 de novembro de 2006, foi iniciado na Alemanha um processo legal invocando a jurisdição universal contra Donald Rumsfeld, Alberto Gonzales, John Yoo, George Tenet e outros, por seu suposto envolvimento em abusos contra prisioneiros sob responsabilidade do comando. Em 27 de abril de 2007, a Procuradora-Geral da Alemanha, Monika Harms [en], anunciou que o governo não daria prosseguimento às acusações contra Rumsfeld e os outros 11 funcionários norte-americanos, afirmando que as acusações não eram aplicáveis, em parte porque não havia provas suficientes de que os atos ocorreram em solo alemão e porque os acusados não residiam na Alemanha.
Em junho de 2011, o Departamento de Justiça dos EUA anunciou que estava abrindo uma investigação de grande júri sobre a tortura realizada pela CIA, que resultou na morte de um prisioneiro.
Em junho de 2014, o tribunal de apelações dos EUA em Richmond, Virgínia, concluiu que uma lei do século XVIII, conhecida como Alien Tort Statute [en] (Estatuto de Responsabilidade Civil do Estrangeiro), permitia que cidadãos não americanos tivessem acesso aos tribunais dos EUA por violações da "lei das nações ou de um tratado dos Estados Unidos". Isso possibilitou que iraquianos vítimas de abuso entrassem com uma ação contra a CACI International. Os funcionários da CACI International são acusados de incentivar e participar de tortura e abusos, com quatro iraquianos alegando que foram "repetidamente atingidos na cabeça com uma pistola taser", "espancados nos órgãos genitais com uma vara" e forçados a assistir ao "estupro de uma detenta" durante seu tempo na prisão.
Em abril de 2024, um júri civil federal de Alexandria, Virgínia, estava deliberando sobre a responsabilidade da CACI pela tortura de três cidadãos iraquianos por seus funcionários em Abu Ghraib. O caso terminou com um júri suspenso, com a maioria dos jurados acreditando que a CACI deveria ser responsabilizada, e um segundo julgamento começou em 30 de outubro. Em 12 de novembro de 2024, o tribunal federal considerou a CACI Premier Technology responsável por seu envolvimento na tortura e ordenou que a empresa pagasse US$ 3 milhões em indenizações compensatórias a cada um dos três autores da ação, além de US$ 11 milhões em indenizações punitivas para cada um, totalizando US$ 42 milhões. Embora o tribunal tenha concluído que os funcionários da CACI não participaram diretamente das violações de direitos humanos, afirmou que os interrogadores haviam instruído a polícia militar a "amaciar" os prisioneiros para interrogatório, maltratando-os.

### Lei das Comissões Militares de 2006
Os críticos consideram a Lei das Comissões Militares de 2006 [en] como uma legislação que concede uma espécie de anistia para crimes cometidos durante a Guerra ao Terror, reescrevendo retroativamente a Lei de Crimes de Guerra. A lei aboliu o habeas corpus para os detentos estrangeiros, tornando praticamente impossível que eles contestem os crimes cometidos contra eles.

## Desenvolvimentos posteriores
Em 29 de outubro de 2007, foi publicado o livro de memórias de um soldado que serviu em Abu Ghraib, no Iraque, de 2005 a 2006. Intitulado Torture Central [en], o livro narrava eventos que não haviam sido amplamente reportados pela mídia, incluindo a tortura que continuou em Abu Ghraib mais de um ano após a divulgação das fotos dos abusos.

Em setembro de 2010, a Anistia Internacional alertou em um relatório intitulado Nova Ordem, Mesmos Abusos: Detenções Ilegais e Tortura no Iraque que até 30.000 prisioneiros, incluindo muitos veteranos do sistema de detenção dos EUA, permanecem detidos sem direitos no Iraque e são frequentemente torturados ou abusados. Além disso, o relatório descreveu um sistema de detenção que não havia evoluído desde o regime de Saddam Hussein, com violações sistemáticas dos direitos humanos, como prisões arbitrárias, detenções secretas e falta de responsabilização pelas forças militares. Malcolm Smart, diretor da Anistia Internacional para o Oriente Médio e Norte da África, afirmou:
“As forças de segurança do Iraque têm sido responsáveis por violar sistematicamente os direitos dos detentos e têm sido permitidas. As autoridades dos EUA, cujo histórico de direitos dos detentos tem sido tão ruim, agora entregaram milhares de pessoas detidas pelas forças dos EUA para enfrentar esse catálogo de ilegalidade, violência e abuso, abdicando de qualquer responsabilidade por seus direitos humanos.”
Em 22 de outubro de 2010, cerca de 400.000 relatórios de campo e registros secretos de guerra do Exército dos Estados Unidos, detalhando torturas, execuções sumárias e crimes de guerra, foram repassados ao jornal britânico The Guardian e a várias outras organizações internacionais de mídia por meio do site de denúncias WikiLeaks. Entre outras coisas, os registros mostraram como as autoridades norte-americanas falharam em investigar centenas de denúncias de abuso, tortura, estupro e até assassinato por policiais e soldados iraquianos, cujas ações pareciam ser sistemáticas e normalmente impunes. Também foi revelado que as tropas norte-americanas continuaram a abusar de prisioneiros por anos, mesmo após o escândalo de Abu Ghraib.
No ano de 2013, a Associated Press informou que a Engility Holdings, de Chantilly, Virgínia, pagou US$ 5,28 milhões em um acordo para 71 ex-detentos mantidos em Abu Ghraib e outros locais de detenção administrados pelos EUA entre 2003 e 2007. O acordo foi a primeira tentativa bem-sucedida dos detentos de obter reparações pelos abusos que sofreram.
Já em 2014, a prisão de Abu Ghraib foi fechada indefinidamente pelo governo iraquiano, devido à preocupação de que o Estado Islâmico do Iraque e do Levante pudesse assumir o controle das instalações. Em novembro de 2024, mais de duas décadas depois, três ex-detentos de Abu Ghraib receberam US$ 42 milhões após um júri considerar a CACI responsável por conspirar com a polícia militar para infligir abusos aos prisioneiros.

## Bibliography
- Hersh, Seymour M. (2004). Chain of Command: The Road from 9/11 to Abu Ghraib [Cadeia de comando: O caminho de 11 de setembro a Abu Ghraib]. [S.l.]: Harper. ISBN 978-0060195915
- Greenberg, Karen J.; Dratel, Joshua L., eds. (2005). The Torture Papers: The Road to Abu Ghraib. [S.l.]: Cambridge University Press. ISBN 9780511511127. doi:10.1017/CBO9780511511127
- McChrystal, Stanley A. (2013). My Share of the Task: A Memoir [Minha parte da tarefa: um livro de memórias]. [S.l.]: Penguin. ISBN 9781101601426
- Puar, Jasbir K. (2007). Terrorist Assemblages: Homonationalism in Queer Times [Assembléias terroristas: Homonacionalismo em Tempos Queer]. [S.l.]: Duke University Press. ISBN 978-0-8223-9044-2. doi:10.1215/9780822390442